# 德尼斯·米沙克
德尼斯·米沙克（1995年11月30日—），斯洛伐克男子皮划艇运动员。他曾代表斯洛伐克参加2016年和2020年夏季奥林匹克运动会皮划艇比赛，获得一枚银牌和一枚铜牌。